# Quatre dies a Ohtori
Quatre dies a Ohtori és un videojoc basat en l'anime Shōjo Kakumei Utena. El 1998, va sortir el joc per a Sega Saturn "Shoujo Kakumei Utena: Itsuka Kakumei Sareru Monogatari.", que podríem traduir com "Algun dia vindrà la meva revolució." En anglès, el joc es va dir "Four days in Ohtori". Aquest joc, però, no va arribar a Europa i és un joc molt difícil de trobar.

## Nous personatges
En aquest joc, portem un personatge que no apareix enlloc més, una noia de cabells lila trenats, innocent i alegre, que acaba d'arribar a l'acadèmia Ohtori traslladada a petició dels seus pares, que també hi van estudiar. Aquesta noia no té nom, ja que és el jugador qui li'l posa. La noia resulta ser de la mateixa edat que Utena i Anthy, i comença a viure al mateix edifici a petició del director, tot i que ella no és duelista.
L'altre personatge nou és Chigusa Sanjouin, una noia estrangera que arriba a l'acadèmia un dia després que la protagonista. Té un cert aire masculí, i de fet al principi alguns la confonen amb un noi, igual que Utena a la pel·lícula.
Té una maduresa poc freqüent per la gent de la seua edat i ha estat fora de l'acadèmia durant una temporada a causa d'una malaltia. És molt misteriosa i fins al final no se saben del tot les seues motivacions.

## Mecànica del videojoc
Aquest joc d'aventures / rol no segueix ni l'anime ni el manga, és a dir que ens narra una història nova: aquí és el jugador qui guia el transcurs de l'acció, amb la presa de decisions que afectaran el camí que seguiran els personatges. Això fa que, tot i que el joc només dura unes 5 ó 6 hores, es pugui tornar a jugar de forma diferent.
El sistema de joc consisteix bàsicament a parlar amb els personatges i triar la resposta que els volem donar entre unes quantes opcions possibles. És un sistema similar al de les aventures gràfiques. Els personatges tenen el que s'anomena Noblesa de cor, una mena de punts que indiquen la noblesa i el respecte de què gaudeixen els personatges. Aquest indicador pot augmentar o disminuir segons les respostes que donen a les converses, o les reaccions davant de certes escenes. Serveix sobretot per a decidir o influir en el guanyador dels duels. Val a dir que els duels no tenen per què ser entre Utena i algú, poden ser perfectament Miki contra Saionji, o bé contra Toga, etc.

## Trama
Podríem situar l'inici del joc entre l'episodi 8 i el 9, i transcorre en 4 dies. Aquí, el jugador és qui influeix en els personatge perquè participin en els duels i qui decideix qui es bat contra qui mitjançant els diàlegs i els punts de noblesa.
El joc segueix aproximadament les sagues de la sèrie, cosa que porta el nostre personatge a conviure amb Mikage i fins i tot a anar amb cotxe amb Àkio, que li ensenya la Fi del Món.
Podem aconseguir 10 finals diferents segons les relacions que hàgim fet, la noblesa del personatge, etc.: un final per a Utena, un per a Anthy, un per a Toga, un per a Saionji, un per a Juri, un per a Miki, un per a Àkio, un final normal, un final perfecte i un final de la Rosa Negra.
El joc segueix l'estètica de la sèrie i mostra escenaris que no es veuen enlloc més, de l'entorn de l'acadèmia: un cinema, un teatre... Aquí també trobem relacions ambigües entre els personatges i moltes referències sexuals. Veiem escenes de dutxa entre noies, personatges despullats (tant nois com noies), i la nostra protagonista pot relacionar-se amb tots els personatges.

## Com aconseguir-lo
Malauradament, aconseguir aquest videojoc és extremadament difícil. Els jocs de Sega Saturn són difícils d'emular a causa de les característiques tècniques, i se’n troben molt pocs per Internet. A més, és un joc que pesa bastant, ja que tot el diàleg és parlat, no només escrit. Cal una Sega Saturn japonesa, o bé una no japonesa amb un convertidor.